# Creighton Hale
Creighton Hale, pseudonimo di Patrick Hale Fitzgerald (County Cork, 24 maggio 1882 – South Pasadena, 9 agosto 1965), è stato un attore irlandese naturalizzato statunitense protagonista di numerosi film all'epoca del muto. All'avvento del sonoro, continuò a recitare fino alla fine degli anni cinquanta, proseguendo la carriera in ruoli di caratterista o di figurante.

## Biografia
Protagonista di Indian Summer, uno spettacolo di Broadway, venne notato da un rappresentante della Pathé che gli propose di lavorare per il cinema. 

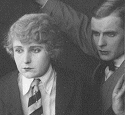
Pearl White e Creighton Hale ne I misteri di New York

All'epoca, molti studi lavoravano sulla costa orientale e il debutto cinematografico di Hale nel 1914 fu, dopo qualche piccolo ruolo, ne I misteri di New York, uno dei serial che aveva come star la popolarissima Pearl White: Hale affiancava l'attrice in tre degli episodi. L'accoppiata ebbe successo e i due interpretarono insieme ancora altri serial. Nel 1916, interpretò il principe Florimondo in Snow White, accanto alla famosa attrice teatrale Marguerite Clark che rivestiva i panni di Biancaneve.
Hale ebbe ruoli importanti in film come Agonia sui ghiacci e Le due orfanelle di Griffith e Il castello degli spettri di Paul Leni.
Nel 1923, fu protagonista in uno dei primi film pornografici stag, On the Beach (o Getting His Goat e The Goat Man).
Ma la carriera di Hale subì un arresto quando il cinema da muto diventò sonoro: l'attore non riuscì a superare con successo l'avvento della nuova tecnologia e la sua carriera si bloccò. Fece alcune apparizioni in Simpatiche canaglie di Hal Roach e ricoprì dei piccoli ruoli in film importanti come Il mistero del falco e Casablanca. Poi, anche se continuò a lavorare fino al 1959, le sue parti si ridussero a piccole comparsate o ruoli di secondaria importanza.

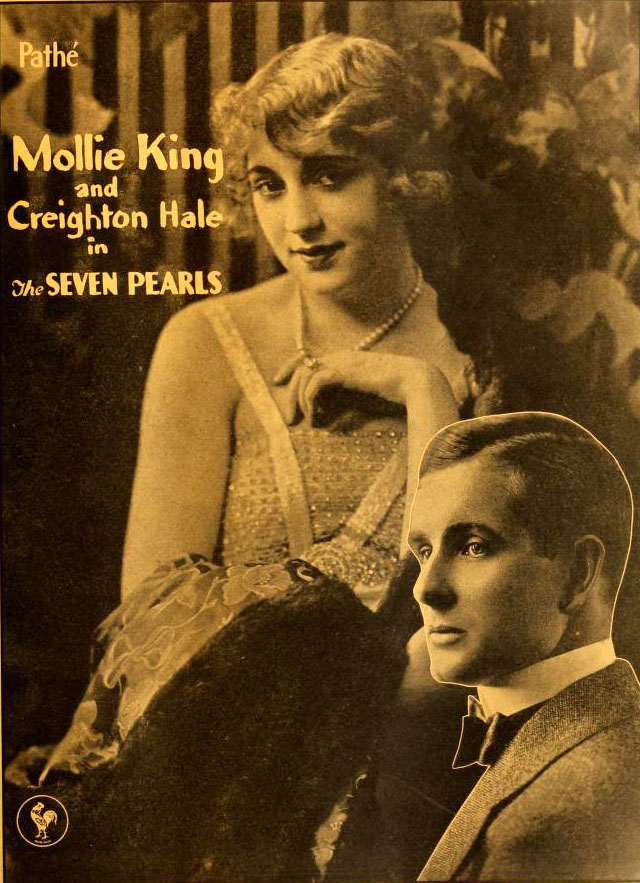
Poster di The Seven Pearls (1917)

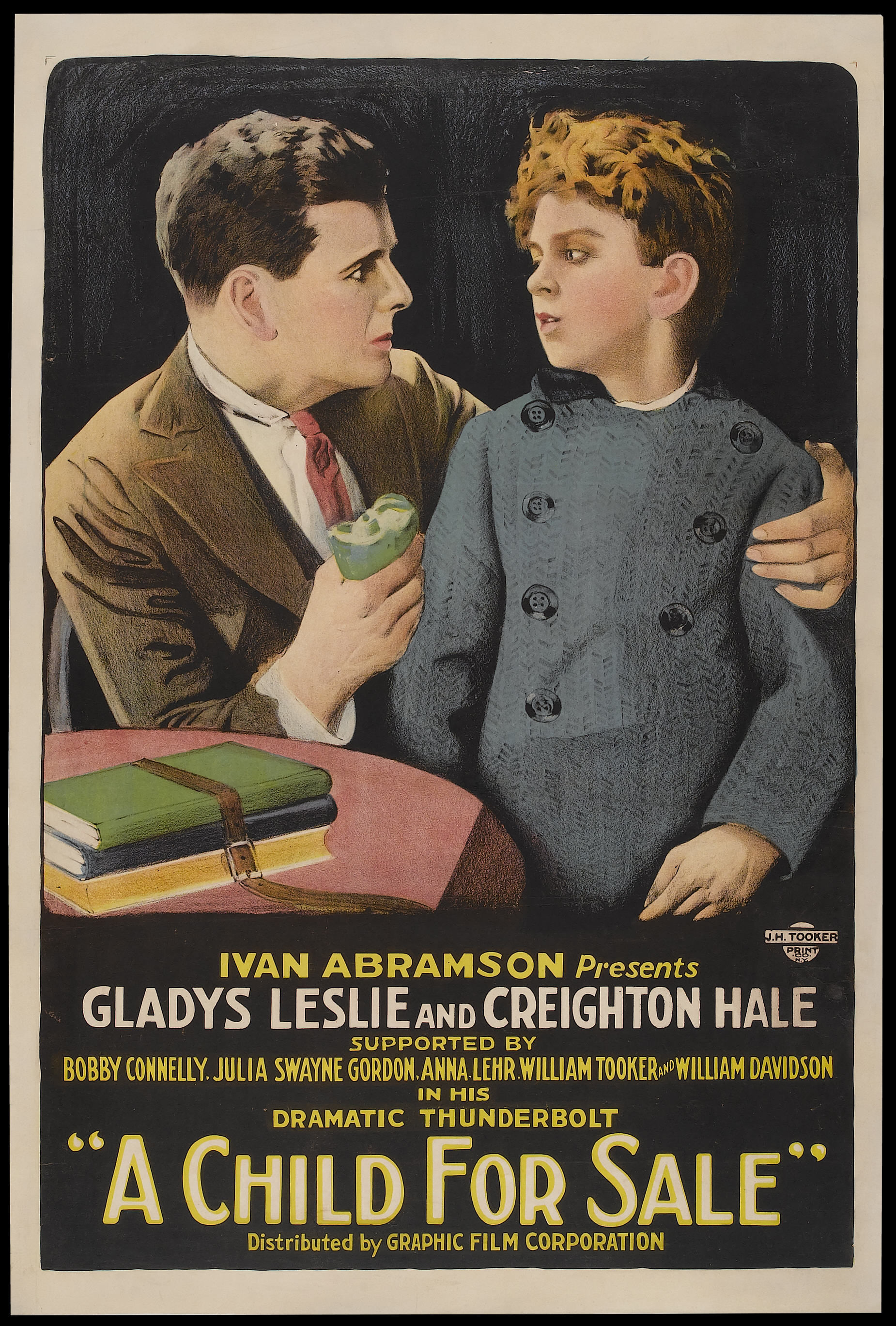
Poster di A Child for Sale (1920)

## Vita privata
Hale si sposò nel 1931 a Los Angeles con Kathleen Bering, la figlia di un petroliere texano. Morì nel 1965, a 83 anni, a South Pasadena, in California, e venne cremato nel Duncans Mills Cemetery, a Duncans Mills, California.

## Filmografia
Di seguito sono elencati i film girati da Creighton Hale. La filmografia è completa. Quando manca il nome del regista, questo non viene riportato nei titoli.
1914
- The Stain, regia di Frank Powell (1914)
- The Million Dollar Mystery, regia di Howell Hansel (1914)
- The Warning, regia di Leopold Wharton (1914)
- The Taint (1914)
- The Three of Us, regia di John W. Noble (1914)
- I misteri di New York (The Exploits of Elaine), regia di Louis J. Gasnier, George B. Seitz, Leopold Wharton (Ep. 1, 2, 3) (1914)

1915
- La vampira (A Fool There Was), regia di Frank Powell (1915)
- The New Exploits of Elaine, regia di Louis J. Gasnier, Leopold Wharton e Theodore Wharton  (1915)
- Transatlantic (The Romance of Elaine), regia di George B. Seitz, Leopold Wharton, Theodore Wharton (1915)
- The Old Homestead, regia di James Kirkwood (1915)

1916
- Hazel Kirke, regia di Louis J. Gasnier, Leopold Wharton e Theodore Wharton (1916)
- La maschera dai denti bianchi (The Iron Claw), regia di Edward José e George B. Seitz (1916)
- Charity, regia di Frank Powell (1916)
- Snow White, regia di J. Searle Dawley (1916)

1917
- The Seven Pearls, regia di Louis J. Gasnier e Donald MacKenzie (1917)

1918
- Mrs. Slacker, regia di Hobart Henley (1918)
- For Sale, regia di Fred E. Wright (1918)
- Annexing Bill, regia di Albert Parker (1918)
- Waifs, regia di Albert Parker (1918)
- His Bonded Wife, regia di Charles Brabin (1918)
- The Woman the Germans Shot, regia di John G. Adolfi (1918)

1919
- The Great Victory, Wilson or the Kaiser? The Fall of the Hohenzollerns, regia di Charles Miller (1919)
- Cuor di vent'anni (Oh Boy!), regia di Albert Capellani (1919)
- The Thirteenth Chair, regia di Léonce Perret (1919)
- The Love Cheat, regia di George Archainbaud (1919)
- A Damsel in Distress, regia di George Archainbaud (1919)
- The Black Circle, regia di Frank Reicher (1919)

1920
- Getting His Goat  (1920)
- L'idolo danzante (The Idol Dancer), regia di David Wark Griffith (1920)
- A Child for Sale, regia di Ivan Abramson  (1920)
- Agonia sui ghiacci (Way Down East), regia di David Wark Griffith (1920)

1921
- Forbidden Love, regia di Philip Van Loan (1921)
- Le due orfanelle (Orphans of the Storm), regia di David Wark Griffith (1921)

1922
- L'incantesimo del piacere (Fascination), regia di Robert Z. Leonard (1922)
- Her Majesty, regia di George Irving (1922)

1923
- The Goat Man, regia di Ray Craig (1923)
- Mary of the Movies, regia di John McDermott (1923)
- Tre pazzi saggi (Three Wise Fools), regia di King Vidor (1923)
- Trilby, regia di James Young (1923)
- Broken Hearts of Broadway, regia di Irving Cummings (1923)
- Tea: With a Kick!, regia di Erle C. Kenton (1923)

1924
- La spada della legge, regia di Victor Sjöström (1924)
- Matrimonio in quattro (The Marriage Circle), regia di Ernst Lubitsch (1924)
- How to Educate a Wife, regia di Monta Bell (1924)
- Riders Up, regia di Irving Cummings (1924)
- Il vino della giovinezza (Wine of Youth), regia di King Vidor (1924)
- The Mine with the Iron Door, regia di Sam Wood (1924)
- This Woman, regia di Phil Rosen (1924)

1925
- The Bridge of Sighs, regia di Phil Rosen (1925)
- Seven Days, regia di Scott Sidney (1925)
- The Circle, regia di Frank Borzage (1925)
- Exchange of Wives, regia di Hobart Henley (1925)
- Time, the Comedian, regia di Robert Z. Leonard (1925)
- The Shadow on the Wall, regia di B. Reeves Eason (1925)
- Wages for Wives, regia di Frank Borzage (1925)

1926
- Il principe azzurro (Beverly of Graustark), regia di Sidney Franklin (1926)
- A Poor Girl's Romance, regia di F. Harmon Weight (1926)
- Oh, Baby!, regia di Harley Knoles (1926)
- The Midnight Message, regia di Paul Hurst (1926)
- Speeding Through, regia di Bertram Bracken (1926)

1927
- Should Men Walk Home?, regia di Leo McCarey (1927)
- Why Girls Say No, regia di Leo McCarey (1927)
- One Hour Married, regia di Jerome Strong, Hal Yates (1927)
- Annie Laurie, regia di John S. Robertson (1927)
- Thumbs Down, regia di Phil Rosen (1927)
- Il castello degli spettri (The Cat and the Canary), regia di Paul Leni (1927)

1928
- Rose-Marie, regia di Lucien Hubbard (1928)
- Riley of the Rainbow Division, regia di Bobby Ray (1928)
- Sisters of Eve, regia di Scott Pembroke (1928)
- The House of Shame, regia di Burton L. King (1928)

1929
- Sette passi verso Satana (Seven Footprints to Satan), regia di Benjamin Christensen (1929)
- Il bandito e la signorina (The Great Divide), regia di Reginald Barker (1929)

1930
- Holiday, regia di Edward H. Griffith (1930)
- School's Out, regia di Robert F. McGowan (1930)

1931
- Big Ears, regia di Robert F. McGowan (1931)
- Grief Street, regia di Richard Thorpe (1931)

1932
- Prestigio di razza (Prestige), regia di Tay Garnett (1932)
- The Greeks Had a Word for Them, regia di Lowell Sherman (1932)
- Shop Angel, regia di E. Mason Hopper (1932)
- Free Wheeling, regia di Robert F. McGowan (1932)

1933
- Sensation Hunters, regia di Charles Vidor (1933)
- La maschera (The Masquerader), regia di Richard Wallace (1933)
- Solo una notte (Only Yesterday), regia di John M. Stahl (1933)

1934
- What's Your Racket?, regia di Fred Guiol (1934)
- Il paradiso delle stelle (George White's Scandals), regia di Thornton Freeland, Harry Lachman e George White (1934)
- L'uomo ombra (The Thin Man), regia di W. S. Van Dyke (1934)
- Un'ombra nella nebbia (Bulldog Drummond Strikes Back), regia di Roy Del Ruth (1934)

1935
- Helldorado, regia di James Cruze (1935)
- La donna del mistero (Mystery Woman), regia di Eugene Forde (1935)
- Ritornerà primavera (One More Spring), regia di Henry King (1935)
- La vita comincia a quarant'anni (Life Begins at Forty), regia di George Marshall (1935)
- Million Dollar Haul, regia di Albert Herman (1935)
- Becky Sharp, regia di Rouben Mamoulian e Lowell Sherman (1935)
- Men Without Names, regia di Ralph Murphy (1935)
- Death from a Distance, regia di Frank R. Strayer (1935)
- Your Uncle Dudley, regia di Eugene Forde e James Tinling (1935)

1936
- Pantere rosse (Custer's Last Stand), regia di Elmer Clifton (1936)
- Paradisi artificiali (The Music Goes 'Round), regia di Victor Schertzinger (1936)
- The Millionaire Kid, regia di Bernard B. Ray (1936)
- Till We Meet Again, regia di Robert Florey (1936)
- Confini selvaggi (The Country Beyond), regia di Eugene Forde (1936)
- The Crime of Dr. Forbes, regia di George Marshall (1936)
- 36 Hours to Kill, regia di Eugene Forde (1936)
- Hollywood Boulevard, regia di Robert Florey (1936)
- Schiavo della tua malia (Under Your Spell), regia di Otto Preminger (1936)

1937
- Find the Witness, regia di David Selman (1937)
- Step Lively, Jeeves!, regia di Eugene Forde (1937)
- Midnight Taxi, regia di Eugene Forde (1937)
- Mezzanotte a Broadway (Charlie Chan on Broadway), regia di Eugene Forde (1937)
- Sotto la maschera (Big Town Girl), regia di Alfred L. Werker (1937)

1938
- L'ultima nave da Shanghai (International Settlement), regia di Eugene Forde (1938)
- One Wild Night, regia di Eugene Forde (1938)
- Meet the Girls, regia di Eugene Forde (1938)

1939
- Confessioni di una spia nazista (Confessions of a Nazi Spy), regia di Anatole Litvak (1939)
- Nancy Drew... Trouble Shooter, regia di William Clemens (1939)
- Indianapolis Speedway, regia di Lloyd Bacon (1939)
- Cowboy Quarterback, regia di Noel M. Smith (1939)
- Torchy Blane.. Playing with Dynamite, regia di Noel M. Smith (1939)
- The Bill of Rights, regia di Crane Wilbur (1939)
- Everybody's Hobby, regia di William C. McGann (1939)
- Nancy Drew and the Hidden Staircase, regia di William Clemens (1939)
- Dust Be My Destiny, regia di Lewis Seiler (1939)
- Slapsie Maxie's, regia di Noel M. Smith (1939)
- On Your Toes, regia di Ray Enright (1939)
- Pride of the Blue Grass, regia di William C. McGann (1939)
- I ruggenti anni venti (The Roaring Twenties), regia di Raoul Walsh (1939)
- On Dress Parade, regia di William Clemens e, non accreditato, Noel M. Smith (1939)
- Kid Nightingale, regia di George Amy (1939)
- Il ritorno del dottor X (The Return of Doctor X), regia di Vincent Sherman (1939)
- A Child Is Born, regia di Lloyd Bacon (1939)

1940
- Calling Philo Vance, regia di William Clemens (1940)
- Granny Get Your Gun, regia di George Amy (1940)
- King of the Lumberjacks, regia di William Clemens (1940)
- Sul sentiero dei mostri (One Million B.C.), regia di Hal Roach e Hal Roach Jr. (1940)
- Tear Gas Squad, regia di Terry O. Morse (1940)
- Saturday's Children, regia di Vincent Sherman (1940)
- Flight Angels, regia di Lewis Seiler (1940)
- Pony Express Days, regia di B. Reeves Eason (1940)
- Il vendicatore (Brother Orchid), regia di Lloyd Bacon (1940)
- A Fugitive from Justice, regia di Terry O. Morse (1940)
- L'uomo che parlò troppo (The Man Who Talked Too Much), regia di Vincent Sherman (1940)
- Paradiso proibito (All This, and Heaven Too), regia di Anatole Litvak (1940)
- My Love Came Back, regia di Curtis Bernhardt (1940)
- Money and the Woman, regia di William K. Howard (1940)
- Knute Rockne All American, regia di Lloyd Bacon (1940)
- Tugboat Annie Sails Again, regia di Lewis Seiler (1940)
- Non mi ucciderete (East of the River), regia di Alfred E. Green (1940)
- Always a Bride, regia di Noel M. Smith (1940)
- Father Is a Prince, regia di Noel M. Smith (1940)
- La signora dai capelli rossi (Lady with Red Hair), regia di Curtis Bernhardt (1940)
- Bella ma pericolosa, regia di William Clemens (1940)
- I pascoli dell'odio (Santa Fe Trail), regia di Michael Curtiz (1940)

1941
- Skinnay Ennis and His Orchestra, regia di Jean Negulesco (1941)
- Honeymoon for Three, regia di Lloyd Bacon (1941)
- The Great Mr. Nobody, regia di Benjamin Stoloff (1941)
- Bionda fragola (The Strawberry Blonde), regia di Raoul Walsh (1941)
- Passi nel buio (Footsteps in the Dark), regia di Lloyd Bacon (1941)
- Here Comes Happiness, regia di Noel M. Smith (1941)
- Knockout, regia di William Clemens (1941)
- Con mia moglie è un'altra cosa (Affectionately Yours), regia di Lloyd Bacon (1941)
- Fuori dalla nebbia (Out of the Fog), regia di Anatole Litvak (1941)
- Il sergente York (Sergeant York), regia di Howard Hawks (1941)
- Sposa contro assegno (The Bride Came C.O.D.), regia di William Keighley (1941)
- Bullets for O'Hara, regia di William K. Howard (1941)
- I tre moschettieri del Missouri (Bad Men of Missouri), regia di Ray Enright (1941)
- Highway West, regia di William C. McGann (1941)
- Bombardieri in picchiata (Dive Bomber), regia di Michael Curtiz (1941)
- The Smiling Ghost, regia di Lewis Seiler (1941)
- Nine Lives Are Not Enough, regia di A. Edward Sutherland (1941)
- Passaggio a Hong Kong (Passage from Hong Kong), regia di D. Ross Lederman (1941)
- Un piede in paradiso (One Foot in Heaven), regia di Irving Rapper (1941)
- Il mistero del falco (The Maltese Falcon), regia di John Huston (1941)
- Tragedia ai tropici (Law of the Tropics), regia di Ray Enright (1941)
- Blues in the Night, regia di Anatole Litvak (1941)
- The Body Disappears, regia di D. Ross Lederman (1941)
- Steel Against the Sky, regia di A. Edward Sutherland (1941)

1942
- Il signore resta a pranzo (The Man Who Came to Dinner), regia di William Keighley (1942)
- Bullet Scars, regia di D. Ross Lederman (1942)
- L'uomo questo dominatore (The Male Animal), regia di Elliott Nugent (1942)
- Ultima ora (Murder in the Big House), regia di B. Reeves Eason (1942)
- I tre furfanti (Larceny, Inc.), regia di Lloyd Bacon (1942)
- Winning Your Wings, regia di John Huston e, non accreditato, Owen Crump (1942)
- Ribalta di gloria (Yankee Doodle Dandy), regia di Michael Curtiz (1942)
- Spy Ship, regia di B. Reeves Eason (1942)
- Il terrore di Chicago (The Big Shot), regia di Lewis Seiler (1942)
- Wings for the Eagle, regia di Lloyd Bacon (1942)
- Escape from Crime, regia di D. Ross Lederman (1942)
- Le tre sorelle (The Gay Sisters), regia di Irving Rapper (1942)
- Busses Roar, regia di D. Ross Lederman (1942)
- Divide and Conquer, regia di Lewis Seiler (1942)
- You Can't Escape Forever, regia di Jo Graham (1942)
- The Hidden Hand, regia di Benjamin Stoloff (1942)
- Il sentiero della gloria (Gentleman Jim), regia di Raoul Walsh (1942)
- Casablanca, regia di Michael Curtiz (1942)

1943
- The Gorilla Man, regia di D. Ross Lederman (1943)
- The Mysterious Doctor, regia di Benjamin Stoloff (1943)
- Convoglio verso l'ignoto (Action in the North Atlantic), regia di Lloyd Bacon e, non accreditati Byron Haskin e Raoul Walsh (1943)
- Quando il giorno verrà (Watch on the Rhine), regia di Herman Shumlin e, non accreditato, Hal Mohr (1943)
- Thank Your Lucky Stars, regia di David Butler (1943)
- Crime Doctor's Strangest Case, regia di Eugene Forde (1943)

1944
- Tre giorni di gloria (Uncertain Glory), regia di Raoul Walsh (1944)
- Il pilota del Mississippi (The Adventures of Mark Twain), regia di Irving Rapper (1944)
- La signora Skeffington (Mr. Skeffington), regia di Vincent Sherman (1944)
- Crime by Night, regia di William Clemens (1944)
- The Last Ride, regia di D. Ross Lederman (1944)

1945
- Purity Squad, regia di Harold F. Kress (1945)

1946
- L'idolo cinese (Three Strangers), regia di Jean Negulesco (1946)
- Notte e dì (Night and Day), regia di Michael Curtiz (1946)
- L'anima e il volto (A Stolen Life), regia di Curtis Bernhardt (1946)
- Two Guys from Milwaukee, regia di David Butler (1946)
- So You Want to Play the Horses, regia di Richard L. Bare (1946)
- La morte viene da Scotland Yard (The Verdict), regia di Don Siegel (1946)
- Perdutamente (Humoresque), regia di Jean Negulesco (1946)

1947
- That Way with Women, regia di Frederick de Cordova (1947)
- Smarrimento (Nora Prentiss), regia di Vincent Sherman (1947)
- La seconda signora Carroll (The Two Mrs. Carrolls), regia di Peter Godfrey (1947)
- La valle del sole (Stallion Road), regia di James V. Kern e, non accreditato, Raoul Walsh (1947)
- Love and Learn, regia di Frederick de Cordova (1947)
- La storia di Pearl White (The Perils of Pauline), regia di George Marshall (1947)
- Il grido del lupo (Cry Wolf), regia di Peter Godfrey (1947)
- Anime in delirio (Possessed), regia di Curtis Bernhardt (1947)
- Hollywood Wonderland, regia di Jack Scholl (1947)
- Vita col padre (Life with Father), regia di Michael Curtiz (1947)
- Always Together, regia di Frederick De Cordova (1947)

1948
- So You Want to Be a Gambler, regia di Richard L. Bare (1948)
- April Showers, regia di James V. Kern (1948)
- La castellana bianca (The Woman in White), regia di Peter Godfrey (1948)
- The Big Punch, regia di Sherry Shourds (1948)
- Embraceable You, regia di Felix Jacoves (1948)
- Johnny Belinda, regia di Jean Negulesco (1948)
- Allarme polizia! (Smart Girls Don't Talk), regia di Richard L. Bare (1948)
- The Decision of Christopher Blake, regia di Peter Godfrey (1948)

1949
- La sposa rubata (John Loves Mary), regia di David Butler (1949)
- L'amante del gangster (Flaxy Martin), regia di Richard L. Bare (1949)
- A Kiss in the Dark, regia di Delmer Daves (1949)
- Omicidio (Homicide), regia di Felix Jacoves (1949)
- I fratelli di Jess il bandito (The Younger Brother), regia di Edwin L. Marin (1949)
- Tulsa, regia di Stuart Heisler (1949)
- Sempre più notte (Night Unto Night), regia di Don Siegel (1949)
- One Last Fling, regia di Peter Godfrey (1949)
- La fonte meravigliosa (The Fountainhead), regia di King Vidor (1949)
- La foglia di Eva (The Girl from Jones Beach), regia di Peter Godfrey (1949)
- Peccato (Beyond the Forest), regia di King Vidor (1949)
- The Story of Seabiscuit, regia di David Butler (1949)
- Always Leave Them Laughing, regia di Roy Del Ruth (1949)

1950
- Fuoco alle spalle (Backfire), regia di Vincent Sherman (1950)
- Più forte dell'odio (Montana), regia di Ray Enright e (non accreditato) Raoul Walsh (1950)
- Assalto al cielo (Chain Lightning), regia di Stuart Heisler (1950)
- Intermezzo matrimoniale (Perfect Strangers), regia di Bretaigne Windust (1950)
- The Daughter of Rosie O'Grady, regia di David Butler (1950)
- Il bandito galante (The Great Jewel Robber), regia di Peter Godfrey (1950)
- Atom Man vs. Superman, regia di Spencer Gordon Bennet (1950)
- Viale del tramonto (Sunset Blvd.), regia di Billy Wilder (1950)

1951
- La città è salva (The Enforcer), regia di Bretaigne Windust e (non accreditato) Raoul Walsh (1951)
- Goodbye, My Fancy, regia di Vincent Sherman (1951)
- L'ultima sfida (Fort Worth), regia di Edwin L. Marin (1951)
- Vecchia America (On Moonlight Bay), regia di Roy Del Ruth (1951)
- Starlift, regia di Roy Del Ruth (1951)

1952
- La dama bianca (The Girl in White), regia di John Sturges (1952)
- L'angelo scarlatto (Scarlet Angel), regia di Sidney Salkow (1952)
- Cattle Town, regia di Noel M. Smith (1952)
- Da quando sei mia (Because You're Mine), regia di Alexander Hall (1952)
- La ninfa degli antipodi (Million Dollar Mermaid), regia di Mervyn LeRoy (1952)

1953
- Sogno di bohème (So This Is Lov), regia di Gordon Douglas (1953)
- Walking My Baby Back Home, regia di Lloyd Bacon (1953)

1954
- Il mostro della via Morgue (Phantom of the Rue Morgue), regia di Roy Del Ruth (1954)

1956
- Giungla d'acciaio (The Steel Jungle), regia di Walter Doniger (1956)
- Serenata (Serenade), regia di Anthony Mann (1956)
- The She-Creature, regia di Edward L. Cahn (1956)

1959
- L'oro della California (Westbound), regia di Budd Boetticher (1959)